# Туакская балка
Туа́кская балка (согласно справочнику «Поверхностные водные объекты Крыма» — без названия; укр. Туацька балка, крымскотат. Tuvaq yılğası, Тувакъ йылгъасы) — небольшая река (балка) на юго-восточном берегу Крыма, правый приток реки Ускут. Длина реки 5,1 км, площадь водосбора 16,5 км². У реки 9 безымянных притоков, впадает в 3,9 км от устья в селе Приветное. Некоторые притоки-овраги именованы на подробных картах: три левых, от устья — Урсуглу, Анчита-дереси и Мангуш-Стурман и правый, в верховье — Кулича-Дере. Водный режим балки характеризуется периодическим стоком, вызванным дождями и снеготаянием, иногда наблюдаются кратковременные ливневые паводки.